# 양산 가야진사 출토 분청사기 제기 일괄
양산 가야진사 출토 분청사기 제기 일괄(梁山 伽倻津祠 出土 粉靑沙器 祭器 一括)은 경상남도 양산시 양산시립박물관에 있는, 양산 용당리 가야진사 유적 발굴조사를 통해 출토된 유물들이다. 2016년 2월 4일 경상남도의 유형문화재 제594호로 지정되었다.

## 개요
양산시립박물관에 소장되어 있는 13점의 분청사기 제기류는 양산 용당리 가야진사 유적 발굴조사를 통해 출토된 유물들이다. 희준(犧尊)을 비롯한 보(簠), 궤(簋)가 주종을 이루고 있으며 출토품의 특성상 완형 보다는 동체가 파손 또는 일부 결실되어 있기도 하다. 또한 백상감 기법의 보 1점과 점토로 제작된 등을 제외하면 대부분 귀얄기법을 보여주고 있거나 백토 분장되어 있다.
현재 알려진 제기는 대부분이 전세품으로 절대연대를 알려줄 편년자료가 부족한 실정에서 양산 가야진사 출토 제기들은『세종실록』「오례」 및 『국조오례의』 제기도설에 실려 있는 도설을 바탕으로 제작된 유물들이자 일괄로 출토된 예가 드문 희귀한 자료들이다. 특히 15세기에 지방의 주요 제례 중 하나인 중사를 행하던 가야진사에서 실제로 사용된 제기라는 점에서 그 가치가 클 뿐만 아니라 도자사 연구에 편년적인 자료를 제공해 주는 귀중한 유물이다.

## 제기 목록
| 순번 | 명 칭            | 高(cm) | 口徑(cm)   | 底徑(cm)   |
| ---- | ---------------- | ------ | ---------- | ---------- |
| 1    | 粉靑沙器犧尊     | 17.6   | 18.1       | 9          |
| 2    | 粉靑沙器簠       | 9.8    |            |            |
| 3    | 粉靑沙器洗       | 17.2   | 32.3       | 10.5       |
| 4    | 粉靑沙器象形犧尊 | 25     | 길이 27.5  |            |
| 5    | 粉靑沙器象形犧尊 | 22.1   | 길이 24.5  |            |
| 6    | 粉靑沙器簠       | 12     | 25.0~31.2  | 14.8~16.1  |
| 7    | 粉靑沙器簠       | 12.5   | 22.0~32.1  | 11.4~18.8  |
| 8    | 粉靑沙器簋       | 10.1   | 16         |            |
| 9    | 粉靑沙器簋       | 16.7   | 12.7       | 9.4(脚徑)  |
| 10   | 粉靑沙器簋       | 14.8   | 13.0(殘存) | 12.3(脚徑) |
| 11   | 粉靑沙器簋       | 15.6   | 11.0(殘存) | 11.9(脚徑) |
| 12   | 粉靑沙器大尊     | 35     | 11.9       | 18.2       |
| 13   | 粉靑沙器㽅       | 18.2   | 9.3        | 10.2       |

## 같이 보기
- 가야진사 - 경상남도 민속문화재 제7호

## 참고 자료
- 양산 가야진사 출토 분청사기 제기 일괄 - 국가유산청 국가유산포털